# Pic del Port Vell
De Pic del Port Vell is een berg in het westen van Andorra. Het bevindt zich op de grens tussen Andorra en Spanje bij Arinsal in de parochie La Massana en is meer dan 2500 meter hoog.
Nabij de top vindt het Canal del Port Vell, een zijrivier van de Riu de Comallemple, zijn oorsprong.